# PGC 1470080
LEDA/PGC 1470080 ist eine linsenförmige Galaxie mit Gravitationslinsen im Sternbild Bootes am Nordsternhimmel. Sie ist schätzungsweise 3,2 Milliarden Lichtjahre von der Milchstraße entfernt und hat einen Durchmesser von etwa 570.000 Lichtjahren. Vom Sonnensystem aus entfernt sich das Objekt mit einer errechneten Radialgeschwindigkeit von näherungsweise 71.100 Kilometern pro Sekunde.